# Hội chứng sợ bị trêu cười
Hội chứng sợ bị trêu cười, có tên khoa học là Gelotophobia, là nỗi sợ bị người khác cười vào mình, đây là một loại ám ảnh xã hội. Trong khi hầu hết mọi người không thích bị trêu cười, có một nhóm người cực kỳ sợ hãi việc bị trêu cười. Không có lý do rõ ràng gây nên hội chứng này, nó chỉ được biết đến như một nỗi ám ảnh liên quan đến tiếng cười mà họ nghe được và nó hướng vào chính họ. Kể từ năm 2008, hiện tượng này đã thu hút sự chú ý của các học giả về tâm lý học, xã hội học và tâm thần học, và đã được nghiên cứu sâu sắc. Trong các quan sát lâm sàng của mình, Tiến sĩ Michael Titze  phát hiện ra rằng một số bệnh nhân của ông dường như chủ yếu lo lắng về việc bị trêu cười. Họ có xu hướng quan sát môi trường xung quanh của họ để đề phòng và phát hiện ra các dấu hiệu của tiếng cười và sự chế giễu. Ngoài ra, Titze quan sát một mô hình chuyển động cụ thể trong số những bệnh nhân khi họ nghĩ rằng họ đang bị trêu cười. Ông mô tả trạng thái này là "hội chứng Pinocchio".

## Nguyên nhân và hậu quả
Từ các quan sát lâm sàng, một mô hình cụ thể về nguyên nhân và hậu quả của Hội chứng sợ bị trêu cười được rút ra  để tạo điều kiện có thể được nghiên cứu hội chứng này một cách khoa học hơn. Mô hình này cho rằng Hội chứng sợ bị trêu cười có thể được gây ra bởi bất kỳ một trong ba điều ở các giai đoạn phát triển khác nhau: 
Các nguyên nhân giả định của Hội chứng sợ bị trêu cườiː
- Trong giai đoạn đầu tiên: sự phát triển của sự xấu hổ chính yếu khi có sự phát triển một sự kết nối giữa các cá nhân (ví dụ như các tương tác của người chăm sóc trẻ sơ sinh không hỗ trợ).
- Trong thời thơ ấu và tuổi trẻ: những trải nghiệm đau thương của bản thân liên tục bị người đùa cợt không nghiêm túc hoặc bị cười vào / nhạo báng (ví dụ như bắt nạt).
- Ở tuổi trưởng thành: trải nghiệm đau thương mãnh liệt khi bị cười hoặc nhạo báng (ví dụ như chế giễu).

Hậu quả của Hội chứng sợ bị trêu cườiː
- Xuất hiện "lạnh như băng" / không hài hước.
- Rối loạn tâm lý, ví dụ: đỏ mặt, căng thẳng nhức đầu, run rẩy, chóng mặt, rối loạn giấc ngủ.
- Thiếu sự sống động, tự phát, vui vẻ.
- Không có khả năng trải nghiệm hài hước / cười như những trải nghiệm xã hội thư giãn và vui tươi.
- Tức giận khi bị cười bởi những người khác (trong một số trường hợp, kết quả là các cuộc tấn công dữ dội vào những người đang cười). [4]

Sau đó, mô hình này đã được sửa đổi và mở rộng.

## Triệu chứng và biểu hiện
Dưới đây là danh sách kiểm tra nhanh các hành vi của Hội chứng sợ bị trêu cười, chúng sẽ giúp mọi người có thể xác định rằng mình có mắc phải hội chứng này hay không:  
Những người mắc phải hội chứng sợ bị trêu cười thườngː
- tránh các tình huống xã hội để tránh bị cười hoặc nhạo báng.
- lo lắng rằng mọi người nghĩ rằng họ không tham gia với mọi người một cách ấm áp, thân thiện, hoặc nghĩ rằng họ là vô cảm.
- đấu tranh để biết phải nói gì với mọi người theo cách 'tự nhiên'.
- có lòng tự trọng thấp do cảm thấy không đủ năng lực trong các tình huống xã hội.
- Khi mọi người đang nói chuyện và cười, họ cảm thấy cơ thể của họ trở nên căng thẳng, sau đó làm cho chuyển động của họ như một người gỗ và cứng đơ hơn là việc thư giãn và tự nhiên.
- nghĩ rằng họ không phải là một người sống động và không trải qua nhiều khoảnh khắc vui vẻ trong cuộc sống hàng ngày của họ.
- lo lắng rằng họ trông vô lý, kì cục với người khác.

Bất cứ ai có biểu hiện hoặc trải qua ít nhất một nửa trong số các đặc điểm này có thể là người mắc phải hội chứng sợ bị trêu cười. Vì tiếng cười được sử dụng như một phần không thể thiếu trong giao tiếp và cách mọi người hình thành và duy trì các mối quan hệ, nên theo tự nhiên thì những người có khuynh hướng mắc phải Hội chứng sợ bị trêu cười sẽ thấy rằng tương tác xã hội của họ bị ảnh hưởng nghiêm trọng. Thông thường tiếng cười dễ lây lan và dẫn đến những cảm xúc tích cực như niềm vui và hạnh phúc, nhưng không ai thích bị đem ra làm trò cười hay làm thú vui cho người khác. Hầu hết mọi người không thích bị cười ở một mức độ nào đó và hội chứng sợ bị trêu cười có thể dao động từ việc không sợ hãi chút nào, đến hơi sợ hãi, và cuối cùng là cực đoan và mắc phải hội chứng sợ bị trêu cười.

## Hội chứng sợ bị trêu cười và các cảm xúc
Mặc dù về mặt giá trị, những cảm xúc liên quan đến hội chứng sợ cười sẽ chủ yếu là nỗi sợ hãi, có sự tương tác rõ rệt với ba cảm xúc chi phối: mức độ vui vẻ thấp, mức độ sợ hãi cao và mức độ xấu hổ cao. Quan trọng hơn, nếu trong một tuần điển hình, nỗi xấu hổ, buồn chán vượt quá niềm vui, hội chứng sợ bị trêu cười có nhiều khả năng phát triển nhanh hơn. Những người mắc phải hội chứng sợ bị trêu cười cho rằng họ luôn tiêu cực trong việc điều chỉnh cảm xúc của họ, và họ dễ dàng cảm nhận được những tâm trạng tiêu cực của người khác. Họ cũng ngăn chặn biểu hiện cảm xúc của họ và không chia sẻ cảm xúc của họ dễ dàng với những người khác như một cách để tránh sự bị trêu cười